# زوران سلافنيتش
زوران سلافنيتش (بالصربية: Зоран Славнић) مواليد 26 أكتوبر 1949 في بلغراد، جمهورية صربيا الاشتراكية، جمهورية يوغوسلافيا الاشتراكية الاتحادية، هو مدرب كرة سلة صربي ولاعب معتزل. بدأ مسيرته الاحترافية في سنة 1963. مثّل منتخب بلاده. شارك في دورة الألعاب الأولمبية الصيفية سنة 1976. اعتزل اللعب في 1983. دخل قاعة مشاهير الاتحاد الدولي لكرة السلة.

## المسيرة الاحترافية
لعب مع نادي ريد ستار لكرة السلة من سنة 1963 إلى 1977، ثم لعب مع جوفينتوت بادالونا في الدوري الإسباني من سنة 1977 إلى 1979، ثم لعب مع نادي شيبينيك لكرة السلة من سنة 1979 إلى 1981، ثم لعب مع نادي بارتيزان لكرة السلة في موسم 1981–1982، ثم لعب مع يوفي كازيرتا باسكت في الدوري الإيطالي في موسم 1982–1983.

## سجل المنافسة
شارك في المنافسات التالية:
- بطولة أمم أوروبا لكرة السلة 1973
- بطولة أمم أوروبا لكرة السلة 1975
- بطولة أمم أوروبا لكرة السلة 1977
- بطولة أمم أوروبا لكرة السلة 1979

## الميداليات
| الميدالية | المسابقة                         |
| --------- | -------------------------------- |
| فضية      | الألعاب الأولمبية الصيفية 1976   |
| ذهبية     | الألعاب الأولمبية الصيفية 1980   |
| فضية      | بطولة كأس العالم لكرة السلة 1974 |
| ذهبية     | بطولة كأس العالم لكرة السلة 1978 |
| ذهبية     | بطولة أمم أوروبا لكرة السلة 1973 |
| ذهبية     | بطولة أمم أوروبا لكرة السلة 1975 |
| ذهبية     | بطولة أمم أوروبا لكرة السلة 1977 |
| برونزية   | بطولة أمم أوروبا لكرة السلة 1979 |

## روابط خارجية
- زوران سلافنيتش على موقع الاتحاد الدولي لكرة السلة (الإنجليزية)
- زوران سلافنيتش على موقع بروبوليرز (الإنجليزية)
- زوران سلافنيتش على موقع سبورتس رفرنس (الإنجليزية)
- زوران سلافنيتش على موقع الدوري الإسباني لكرة السلة (الإسبانية)
- زوران سلافنيتش على موقع أوليمبيديا (الإنجليزية)